# Itzik Manger
Itzik Manger (se citeste: Mangher) (în idiș: איציק מאַנגער), n. 30 mai 1901, Cernăuți, Austro-Ungaria – d. 21 februarie 1969, Ghedera, Israel) a fost un poet și dramaturg evreu de limbă idiș, originar din Bucovina, care s-a intitulat „bard popular”, văzător și „meșter croitor” al cuvântului scris.
Manger a trăit și creat în România și Polonia, mai apoi s-a refugiat din cauza primejdiei naziste în Franța și apoi în Anglia, de unde a emigrat în ultimii ani ai vieții în Israel.

## Biografie

### Copilărie și tinerețe
Itzik Manger s-a născut la Cernăuți, capitala Bucovinei, pe atunci parte componentă a Imperiului Austro-Ungar, ulterior oraș în România, în prezent aflat în Ucraina. Tatăl său, Hillel Manger, era un croitor iubitor de literatură, pe care o numea în glumă „literatoyre” (o altoire a cuvintelor „literatur” și „Toyre” - adică Tora), umorist si bun versificator. Mama sa avea talent vocal și era o bună povestitoare, iar fratele său era și el poet. .Manger a învățat la Gimnaziul german chesaro-crăiesc nr. 3 din orașul natal, unde a aprofundat în mod deosebit literatura germană, până ce a fost exmatriculat pentru șotii și „rea purtare”. Admirator al teatrului idiș din tradiția lui Abraham Goldfaden, al cântăreților ambulanți evrei- Brodersinger, ai muzicii romilor, Manger a preferat să fie pentru moment, ucenic croitor, și să petreacă în continuare în mediul boem al actorilor de limbă idiș.
A inceput sa scrie in idis din anul 1918 și în 1921 Manger și-a făcut debutul literar într-o revistă a lui Eliezer Steinbarg. A publicat apoi poezii și balade și în alte jurnale literare fondate după Primul Război Mondial. Mai apoi s-a stabilit la București, unde a scris în idiș pentru ziarele locale și a ținut conferințe despre folclorul spaniol, românesc și rom.
În 1927 Manger s-a mutat la Varșovia, capitala Poloniei, care era în acea vreme țara cu cea mai mare populație evreiască și cu cei mai mulți vorbitori de idiș din Europa. La Varșovia, capitala spirituală a culturii evreiești așkenaze, el și-a petrecut cei mai fertili ani din întreaga sa carieră. În 1929 el a publicat acolo primul său volum de versuri „Ștern afn dakh” (Stele pe acoperiș), care s-a bucurat de o primire entuziastă în rândurile publicului și al criticii. În anul următor a fost primit în prestigiosul PEN-Club al autorilor idiș, din care făceau parte Isaac Bashevis, Israel Rabon și I. Papiernikov.

## Succese literare
Între 1929-1938 Manger și-a făcut un loc de cinste în viața literară a Varșoviei. Putea fi văzut adesea declamându-și versurile la Clubul scriitorilor, fiind intervievat de principalele ziare idiș din oraș, iar prestigioasa revistă Literarishe Bleter i-a publicat articolele. Din 1929 Manger și-a editat și propria sa revistă literară, intitulată Cuvinte alese, pe care a umplut-o de poezii, povestiri și manifeste artistice. În același timp, Manger a continuat să-și publice creațiile literare la diferite edituri: o serie de poezii moderniste inspirate de Talmud (Midrașul lui Itzik, 1935), o rescriere teatrală a poveștii sărbătorii Purim (Cartea Cântecelor Meghilei, 1936), o adaptare a piesei lui Abraham Goldfaden - Vrăjitoarea din Botoșani - Hotzmakh Spiel, 1937), o serie de viniete literare despre istoria literaturii idiș (Portrete familiare, 1938) și încă trei mari culegeri de versuri:
Lanternă în vânt (1933), Scrisorile lui Velvl Zbarzher către Preafrumoasa Malkele (1937) și Amurg în oglindă (1937). 

### Creații de inspirație biblică și talmudică

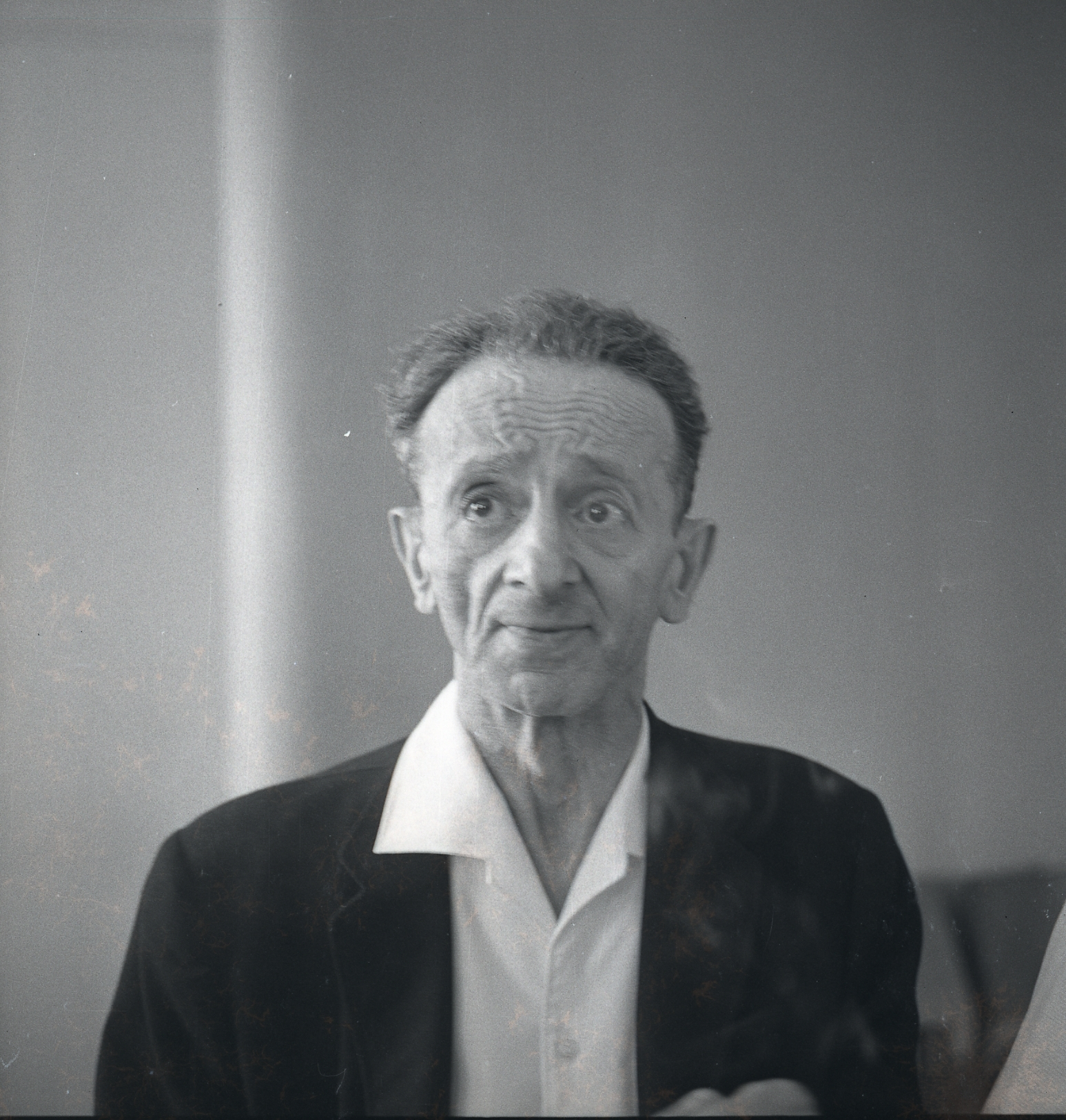
Fotografie din 1965, de Boris Carmi

„Midrashul lui Itzik” și „Cântecele Meghilei” reprezentau primele sale încercări de a rescrie un material antic și familiar printr-o prismă modernă.
În „Midrashul lui Itzik” Manger prezinta un comentariu modern al povestirilor clasice din Biblie, plasând anacronistic personajele biblice în lumea Europei de est din vremea sa. Atitudinea glumeață a lui Manger față de textul original se plasează în tradiția parodică și purimică existentă la evrei încă din vechime. Cum spunea în prefață, „când am scris această carte, mi-a stat permanent în fața ochilor șapca coțcarului din spectacolele evreiești de Purim”. Inspirat de genul Purimshpiel, care folosea o povestire din tradiția religioasă pentru a ironiza normele și așteptările vieții religioase evreiești din secolele precedente, Midrashul lui Manger revizuiește în mod radical portretele tradiționale ale personajelor biblice, cerându-le să-și justifice faptele potrivit cu norme și valori moderne. Personaje în mod larg venerate ca Abraham și Sara sunt aspru criticate, în timp ce altele, de obicei estompate, ca Agar (Hagar) și Ismael (Ishmael), își dobândesc în fine, vocea cuvenită.
În „Cântecele Meghilei”, Manger folosește o tehnică similară pentru a politiza și desacraliza textul biblic citit în public de sărbătoarea Purim. Prefața pe care a scris-o caracterizează cartea ca un fel de ștrengărie după pilda actorilor de Purim din toate epocile. Cartea este o reistorisire a poveștii Esterei, transpusă în Europa de est din vremea scriitorului. Manger introduce în relatarea sa un nou personaj - Fastrigosso (pronunția așkenază-idiș pentru numele de rezonanță arameică Fastrigata), un iubit părăsit de Estera, membru în Asociația Croitorilor „Ața și Acul” și care uneltește să-l asasineze pe regele Ahashverosh pentru a recâștiga afecțiunea fostei lui iubite.

## În exil
În condițiile creșterii antisemitismului în politica și societatea poloneză și în urma anulării cetățeniei sale române de către regimul Dictaturii regale din România, Manger a fost nevoit să părăsească Varșovia în 1938 și să emigreze la Paris, în Franța. Dar în 1940 Parisul nu mai era sigur pentru evrei. Poetul a fost nevoit să ia calea pribegiei - a fugit la Marsilia, apoi la Tunis și de acolo a izbutit să ajungă în Anglia, mai întâi la Liverpool și apoi la Londra. Manger a obținut cetățenia britanică și a rămas circa 11 ani în Marea Britanie (1940-1951). În continuare s-a stabilit la New York între 1951-1958. Deziluzionat și cu sentimentul de scădere a creativității, el a decis în 1958 să emigreze în Israel. De fapt, s-a stabilit acolo definitiv abia în 1967.

## Aclamat în Israel și în alte locuri
Spre deosebire de o mare parte din scriitori idiș în exil, Manger a reușit să obțină în Israel un succes semnificativ. În anul 1965 compozitorul, originar din Iași, Dov Seltzer, a dirijat o producție foarte populară a unui spectacol cu „Cântecele Meghilei” a lui Manger, spărgând gheața în ce privea atitudinea rezervată din Israelul oficial față de teatrul idiș. Creația s-a bucurat de succes și a fost reprezentată de peste 400 ori. Între spectatori au fost văzuți și conducători ai țării ca Levi Eshkol, Golda Meir și Teddy Kollek.
Manger s-a stabilit în Israel definitiv în ultimii ani ai vieții și a murit la Gedera, în anul 1969, la vârsta de 68 ani. A fost înmormântat ca un poet național israelian, la cimitirul Nahlat Itzhak la limita între Givatayim și Tel Aviv.
Regizorul și dramaturgul evreu român Israil Bercovici a fost autorul unei adaptări pentru teatru a poeziilor lui Manger - piesa în două acte „Mangeriada”. Premiera acesteia a avut loc la 6 aprilie 1968 la Teatrul Evreiesc de Stat.
Poezia sa „Oif'n Veg Șteit A Boim” (Pe drum stă un copac) a fost pusă pe muzică, intrând în repertoriul cântecelor în idiș. În 1951 ea a devenit un șlagăr în interpretarea lui Leo Fuld.